# Brokencyde
I Brokencyde sono un gruppo musicale statunitense crunkcore di Albuquerque (Nuovo Messico), fondata nel 2006.

## Storia

### Inizio (2006-2007)
I Brokencyde sono stati fondati dai cantanti Se7en e Mikl. Secondo le interviste, il nome della band proviene da un'auto-descrizione della loro musica fondamentalmente "Broken Inside".
Dopo la band ha iniziato a promuovere attivamente i loro componenti online, i membri Phat J e Antz si unirono ai Brokencyde per completarne la sua formazione attuale.

### BC13EP (2008-2009)
I Brokencyde sono stati in tour con band come Breathe Carolina, The Morning Of, Karate High School e Drop Dead, Gorgeous.
Nel luglio 2008, I Brokencyde sono apparsi su MTV's Request Totale Live, dove hanno suonato il singolo Freaxxx sul segmento Under the Radar. L'estate dopo hanno firmato con Suburban Noize Records, e pubblicato il BC13EP in data 11 novembre 2008 durante una promozione con la catena al dettaglio Hot Topic.
Nel 2008 il gruppo ha seguito le Millionaires nel tour intitolato "Get F$cked Up", insieme a Crush Hyper, And Then There Were None, e The Arrival. Nell'autunno del 2008, si sono esibiti nel tour "I'm So Fierce", con headliner, Jeffree Star. I Brokencyde sono apparsi due volte su TV Music Fearless, nel dicembre 2008 eseguendo le loro canzoni Sex Toyz e FreaXXX.

### I'm Not a Fan, But the Kids Like It!(2009)
È segnalato sul sito di RateYourMusic come il peggior album di tutti i tempi, in rapporto al numero e alla qualità di voti ricevuti (in una scala da 0,5 a 5 l'album ha 0,57 con più di 500 voti).

## Discografia
Album in studio
- 2009 - I'm Not a Fan, But the Kids Like It! (Suburban Noize)
- 2010 - Will Never Die (BreakSilence)
- 2011 - Guilty Pleasure (Suburban Noize)
- 2016 - All Grown Up (autoprodotto)
- 2018 - 0 To Brokencyde (Cleopatra Records)

EP
- 2008 - BC13 (autoprodotto)
- 2008 - BC13 Mix (autoprodotto)
- 2008 - BC13 EP (BreakSilence)

Altre pubblicazioni
- 2007 - The Broken! (autoprodotto)
- 2008 - Tha $c3n3 Mixtape (autoprodotto)
- 2011 - DJ Sku Presents: Brokencyde Vol. 1 (autoprodotto)